# المملكة الهيرودية
المملكة الهيرودية هي مملكة تابعة للإمبراطورية الرومانية في يهودا. حكمها هيرودس الكبير من سنة 37 ق م إلى سنة 4 ق م. بعد وفاة هيرودس الكبير سنة 4 ق م، قُسِّمت مملكته بين أبنائه الثلاثة هيرودس أرخيلاوس وهيرودس أنتيباس وهيرودس فيلبس الثاني على نظام الحكم الرباعي وهي ما تعرف بالربعية الهيرودية.
كانت مملكة يهودا اليهودية دولة تابعة للجمهورية الرومانية منذ 37 قبل الميلاد، عندما عيَّن مجلس الشيوخ الروماني هيرودس الكبير «ملكًا لليهود». عندما توفي هيرودس في 4 ق.م، انقسمت المملكة بين أبنائه إلى الحكم الهيرودي الرباعي.

## خلفية تاريخيّة

### التدخّل الروماني في بلاد الشام
أول تدخل لروما في المنطقة يعود تاريخه إلى 63 قبل الميلاد، بعد نهاية الحرب ميثرادتس الثالث، عندما أنشأت روما مقاطعة سوريا. بعد هزيمة ميثراداتس السادس من بونتوس، حاصر بومبي (بومبي العظيم) القدس في عام 63 قبل الميلاد. كانت الملكة الحشمونية، سالومي ألكسندرا قد توفيّت مؤخرًا، وانقلب أبناؤها هيركانوس الثاني وأرستيبولوس الثاني ضد بعضهم البعض في حرب أهلية. في عام 63 قبل الميلاد، حوصر أرستيبولوس في القدس من قبل جيوش أخيه. أرسل الأول مبعوثًا إلى ماركوس أميليوس سكوروس، ممثل بومبي في المنطقة. عرض أرستيبولوس رشوة ضخمة لينقذه بومبي، الأمر الذي قبله بومبي على الفور. بعد ذلك اتهم أرستيبولوس سكوروس بالابتزاز. بما أن سكوروس كان نسيب بومبي والحامي، انتقم الجنرال بتسليم هيركانوس زمام المسؤولية كأمير وكاهن أعلى.
عندما هُزِم بومبي من قبل يوليوس قيصر، خلف أنتيباتر الأدومي هيركوس، المعروف أيضًا باسم أنتيباس، وكان أول وكيل روماني. في عام 57-55 قبل الميلاد، قسّم آولوس جابينيوس حاكم سوريا المملكة الحشمونية السابقة إلى خمس مقاطعات لسنهدرين / سيندريون (مجالس القانون).

### الغزو البارثي والتدخل الروماني
بعد مقتل يوليوس قيصر في 44 قبل الميلاد، وقف كوينتوس لابيانوس (الجنرال الجمهوري الروماني والسفير في الإمبراطورية الفرثية) إلى جانب بروتوس وكاسيوس في حرب المحرّرين الأهلية. بعد هزيمتهم انضم لابيانوس إلى الفرثيين وساعدهم في غزو الأراضي الرومانية في عام 40 قبل الميلاد. عبر الجيش الفرثي الفرات وتمكن لابيانوس من جذب الحاميات الرومانية لمارك أنطونيوس حول سوريا للالتحاق بقضيته. قسّم الفرثيون جيشهم، وتحت قيادة باكوروس فتحوا بلاد الشام من الساحل الفينيقي عبر أرض إسرائيل:
«أنتيجونوس ... أثار الفرثيين لغزو سوريا وفلسطين، [و] انتفض اليهود بلهفة لدعم سليل العائلة المكابية، وطرد الإدوميين المكروهين مع ملكهم الدمية. بدأ الصراع بين الشعب والرومان بجدية، وعلى الرغم من أن أنتيجونوس، عندما وُضَع على العرش بمساعدة الفرثيين، شرع في إزعاج ومضايقة اليهود، مبتهجًا باستعادة الخط الحشموني، اعتقد أن عصرًا جديدًا من الاستقلال قد حان».
عندما انطلق فاسيل وهيركانوس الثاني كبعثة دبلوماسية إلى الفرثيين، احتجزهم الأخيرون بدلًا من الترحيب بهم. قطع أنتيجونوس أذني هيركانوس الثاني، لجعله غير مناسب للكهنوت الأعظم، في حين أعدم فاسيل.